# Mattersburg
Mattersburg é um município da Áustria localizado no distrito de Mattersburg, no estado de Burgenland.